# Reserva Ecológica da Mata do Bacurizal e do Lago Caraparú
A Reserva Ecológica da Mata do Bacurizal e do Lago Caraparu é uma Unidade de Conservação do município de Salvaterra, na Ilha de Marajó - Pará. Ela foi criada para proteger os ambientes costeiros da Ilha de Marajó, pela conservação dos recursos bióticos e abióticos, a pesquisa científica, a educação ambiental e o ecoturismo.